# 杰里米·弗林蓬
杰里米·阿吉耶库姆·弗林蓬（荷蘭語：Jeremie Agyekum Frimpong；2000年12月10日—），是一名荷兰籍迦納裔足球运动员，司職右後衛及右中場，現效力英超球隊利物浦。他是荷蘭國家足球隊的隊員。

## 國家隊生涯
2022年11月，弗林蓬獲选入2022年世界盃荷蘭的最終26人名單，他於整個賽事均沒有上場。
2024年5月，弗林蓬入選了荷蘭國家隊，出戰歐洲國家盃。

## 榮譽
些路迪
- 蘇格蘭超級足球聯賽冠軍 ：2019–20[5]
- 蘇格蘭聯賽盃冠軍 ：2019–20[6]
- 蘇格蘭足總盃冠軍 ：2019–20[7]

勒沃库森
- 德国足球甲级联赛冠軍：2023–24[8]
- 德国足协杯冠軍：2023–24[9]
- 德國超級盃冠軍：2024[10]